# Louisettita
Louisettita es un género de foraminífero bentónico de la Subfamilia Louisettitinae, de la Familia Biseriamminidae, de la Superfamilia Palaeotextularioidea, del Suborden Fusulinina y del Orden Fusulinida. Su especie tipo es Louisettita elegantissima. Su rango cronoestratigráfico abarca desde el Wuchiapingiense superior hasta el Changhsingiense (Pérmico superior).

## Discusión
Clasificaciones más recientes incluyen el género de Louisettita en la Subfamilia Dagmaritinae, de la Familia Globivalvulinidae, de la Superfamilia Biseriamminoidea o de la Superfamilia Globivalvulinoidea, del Suborden Endothyrina, del Orden Endothyrida, de la Subclase Fusulinana y de la Clase Fusulinata.

## Clasificación
Louisettita incluye a las siguientes especies:
- Louisettita elegantissima †
- Louisettita extraordinaria †